# 2020年東京パラリンピックのザンビア選手団
2020年東京パラリンピックのザンビア選手団は、2021年8月24日から9月5日まで日本の東京で開催された2020年東京パラリンピックザンビア選手団の名簿。

## 選手団
- 人員: 選手 1人
- 開会式旗手: モニカ・ムンガ

## 種目別選手・スタッフ名簿及び成績

### 陸上
| 選手           | 種目         | 予選         | 予選       | 決勝     | 決勝     |
| 選手           | 種目         | 結果         | 順位       | 結果     | 順位     |
| -------------- | ------------ | ------------ | ---------- | -------- | -------- |
| モニカ・ムンガ | 女子400m T13 | 1分05秒79 PB | 14位 (5着) | 予選敗退 | 予選敗退 |